# Cavalcata della risata
Cavalcata della risata (The Golden Age of Comedy) è un'antologia comica del 1957 diretta dal regista Robert Youngson.
Il film in Italia fu distribuito nuovamente col titolo I terribili antenati di James Bond, con l'aggiunta dei fotogrammi di Vittorio Caprioli, che ha il compito di introdurre gli sketch comici.

## Trama
L'antologia propone le scene più famose ed esilaranti di alcune comiche degli anni venti interpretate dai comici più famosi da Laurel & Hardy a Buster Keaton, da Charley Chase a Harry Langdon.
La versione italiana riedita come I terribili antenati di James Bond, vede l'attore Caprioli invitare il nipote  che sta guardando i tipici film d'azione anni '60, come 007, a riscoprire le comiche mute del passaro. Nella stanza si accende il televisore e vengono proposti gli sketch.

## Film inclusi nell'antologia
Nota: i film sono ordinati in base all'anno di uscita.
- Uncensored Movies (1923)
- The Cannon Ball Express (1924)
- Circus Today (1926)
- The Merry Windower (1926)
- I due galeotti (The Second Hundred Years) (1927)
- La battaglia del secolo (The Battle of the Century) (1927)
- Marinai a terra (Two Tars) (1928)
- Noi sbagliamo (We Faw Down) (1928)
- Agli ordini di sua altezza (Double Whoopee) (1929)